# Temenis laothoe
Espèce
Temenis laothoe est une  espèce de papillons de la famille des Nymphalidae, de la sous famille des Biblidinae et du genre Temenis.

## Dénomination
Temenis laothoe a été décrit par Pieter Cramer en 1777 sous le nom de Papilio laothoe.

### Sous-espèces
- Temenis laothoe laothoe; présent  au Brésil, au Surinam, en Guyana et en Guyane.
- Temenis laothoe bahiana Fruhstorfer, 1907; présent  au Brésil.
- Temenis laothoe columbiana Fruhstorfer, 1907; présent en Colombie
- Temenis laothoe hondurensis Fruhstorfer, 1907; présent au Honduras
- Temenis laothoe meridionalis Ebert, 1965; présent  au Brésil.
- Temenis laothoe quilapayunia Maza & Turrent, 1985; présent au Mexique.
- Temenis laothoe santina Fruhstorfer, 1907; présent au Brésil[1].

### Nom vernaculaire
Temenis laothoe se nomme Tomato ou Orange Banner en anglais,.

## Description
Temenis laothoe est un papillon rouge tomate au bord externe des ailes antérieures très concave et au bord externe des ailes postérieures festonné. Il existe sous deux formes, soit avec un dessus rouge orangé et l'apex des antérieures marron rouge, soit la forme dite violetta, rare, avec un dessus des ailes antérieures orange avec une bande bleue séparant l'apex marron-rouge et des ailes postérieures bleu outremer à bordure externe orange.
Le revers des ailes antérieures est orange avec un apex nacré et les ailes postérieures sont nacrées.

## Biologie

### Plantes hôtes
Les plantes hôtes de sa chenille sont pour Temenis laothoe laothoe des Serjania, des Paullinia, des Cardiospermum et des Urvillea.

## Écologie et distribution
Temenis laothoe est présent au Mexique, au Honduras, en Colombie, au Paraguay, au Pérou, au Brésil, au Surinam et en Guyane.

### Biotope
Temenis laothoe réside dans la forêt humide.

### Protection
Pas de statut de protection particulier.